# Hyptiotes
Hyptiotes is een geslacht van spinnen uit de  familie van de wielwebkaardespinnen (Uloboridae).

## Soorten
- Hyptiotes affinis Bösenberg & Strand, 1906
- Hyptiotes akermani Wiehle, 1964
- Hyptiotes analis Simon, 1892
- Hyptiotes cavatus (Hentz, 1847)
- Hyptiotes dentatus Wunderlich, 2008
- Hyptiotes fabaceus Dong, Zhu & Yoshida, 2005
- Hyptiotes flavidus (Blackwall, 1862)
- Hyptiotes gertschi Chamberlin & Ivie, 1935
- Hyptiotes himalayensis Tikader, 1981
- Hyptiotes indicus Simon, 1905
- Hyptiotes paradoxus (C. L. Koch, 1834) (Driehoekswebspin)
- Hyptiotes puebla Muma & Gertsch, 1964
- Hyptiotes solanus Dong, Zhu & Yoshida, 2005
- Hyptiotes tehama Muma & Gertsch, 1964
- Hyptiotes xinlongensis Liu, Wang & Peng, 1991